# Liste der Naturdenkmale in Buchheim (Landkreis Tuttlingen)
| Naturdenkmale | Anzahl |
| ------------- | ------ |
| FND           | 2      |
| END           | 5      |
| Gesamt        | 7      |

Die Liste der Naturdenkmale in Buchheim nennt die verordneten Naturdenkmale (ND) der im baden-württembergischen Landkreis Tuttlingen liegenden Gemeinde Buchheim. In Buchheim gibt es insgesamt sieben als Naturdenkmal geschützte Objekte, davon zwei flächenhafte Naturdenkmale (FND) und fünf Einzelgebilde-Naturdenkmale (END).
Stand: 31. Oktober 2016.

## Flächenhafte Naturdenkmale (FND)
| Name                      | Bild | Kennung     | Einzelheiten | Position | Fläche Hektar | Datum        |
| ------------------------- | ---- | ----------- | ------------ | -------- | ------------- | ------------ |
| Teufelsküche              | BW   | 83270080007 | Buchheim     | ⊙        | 1,4           | 11. Mai 1992 |
| Umgebung Ruine Kallenberg |      | 83270080001 | Buchheim     | ⊙        | 0,6           | 11. Mai 1992 |
| Legende für Naturdenkmal  |      |             |              |          |               |              |

## Einzelgebilde (END)
| Name                               | Bild | Kennung     | Einzelheiten | Position | Fläche Hektar | Datum        |
| ---------------------------------- | ---- | ----------- | ------------ | -------- | ------------- | ------------ |
| Bachtalhöhle                       | BW   | 83270080005 | Buchheim     | ⊙        | 0,0           | 11. Mai 1992 |
| Buttentalhöhle                     | BW   | 83270080004 | Buchheim     | ⊙        | 0,0           | 11. Mai 1992 |
| Sechsarmige Weidbuche              | BW   | 83270080003 | Buchheim     | ⊙        | 0,0           | 11. Mai 1992 |
| Steinmännchen                      | BW   | 83270080006 | Buchheim     | ⊙        | 0,0           | 11. Mai 1992 |
| 2 Höhlen im Eselstal, „Klosehöhle“ | BW   | 83270080002 | Buchheim     | ⊙        | 0,0           | 11. Mai 1992 |
| Legende für Naturdenkmal           |      |             |              |          |               |              |